# Mendoza ibarakiensis
Mendoza ibarakiensis là một loài nhện trong họ Salticidae.
Loài này thuộc chi Mendoza. Mendoza ibarakiensis được Bohdanowicz & Jerzy Prószyński miêu tả năm 1987.